# عمر ميرلو
عمر ميرلو (بالإسبانية: Omar Merlo) (12 يونيو 1987 في الأرجنتين - ) هو لاعب كرة قدم أرجنتيني في مركز الدفاع. شارك مع منتخب الأرجنتين تحت 20 سنة لكرة القدم. أما مع النوادي، فقد لعب مع ريفر بليت ونادي أتليتيكو كولون وهواتشيباتو وأتليتكو بلاتينسي ‏ واتحاد سان فيليبي ‏.

## وصلات خارجية
- عمر ميرلو على موقع قاعدة بيانات كرة القدم.إي يو (الإنجليزية)
- عمر ميرلو على موقع Soccerway.com (الإنجليزية)
- عمر ميرلو على موقع AS.com (الإسبانية)